# Ausgleichskasse
Die Ausgleichskassen sind Teil der Schweizer Sozialversicherung der Alters- und Hinterlassenenversicherung und der Invalidenversicherung (AHV/IV).

## Aufgaben
Die 78 über die ganze Schweiz verteilten Kassen werden von Verbänden, Kantonen und dem Bund getragen.
Ihre Aufgaben sind:
- Ansprechpartner der Versicherten
- ziehen die Beiträge der Arbeitgeber und Versicherten ein
- zahlen die Renten aus

Die anderen Bereiche der AHV sind zentral organisiert. Das Bundesamt für Sozialversicherungen gewährleistet eine einheitliche Anwendung der gesetzlichen Bestimmungen und die Zentrale Ausgleichsstelle führt die Gesamtbuchhaltung der AHV und teilt die Versicherungsnummern zu.